# Gauteng Division of the High Court of South Africa
Die Gauteng Division of the High Court of South Africa (afrikaans Hooggeregshof van Suid-Afrika, Gauteng Afdeleing; pedi Kgoro Tshekelo Kgolo ya Afrika Borwa, Seleteng sa Gauteng) mit Hauptsitz in Pretoria ist die größte Abteilung des südafrikanischen Obergerichts. Ihre Zuständigkeit erstreckt sich auf die Provinz Gauteng sowie Teile der Provinz Nordwest. Eine Zweigstelle (englisch Local Division; afrikaans Plaaslike Afdeling; tswana Selegae Karolo) besteht in Johannesburg. Übergeordnet ist der Supreme Court of Appeal.

## Geschichte
1877 wurde in Pretoria der High Court der Südafrikanischen Republik gegründet (niederländisch Hoog Gerechtshof van de Zuid-Afrikaansche Republiek). Nach dem Zweiten Burenkrieg wurde er 1902 in Supreme Court of the Transvaal umbenannt; ihm untergeordnet war der High Court of Witwatersrand in Johannesburg. Mit Gründung der Südafrikanischen Union im Jahr 1910 wurden daraus die Transvaal Provincial Division of the Supreme Court of South Africa (TPD) und die Witwatersrand Local Division of the Supreme Court of South Africa (WLD). Durch die nominelle Unabhängigkeit von Bophuthatswana 1977 und Venda 1979 verkleinerte sich der Zuständigkeitsbereich der Divisions. Infolge der Verfassung von 1996 entstanden daraus 2009 der North Gauteng High Court, Pretoria (GNP) und der eigenständige South Gauteng High Court, Johannesburg (GSJ). Die siebszehnte Verfassungsänderung von 2012 fasste die insgesamt 13 High Courts zu einem einzigen High Court zusammen, u. a. mit der Gauteng Division, Pretoria (GP) und der ihr untergeordneten Gauteng Local Division, Johannesburg (GJ). Übergangsweise fungierte die Gauteng Division bis 2016 auch als Limpopo Division und bis 2019 als Mpumalanga Division.
Seit 2012 amtiert der von Präsident Jacob Zuma ernannte Dunstan Mlambo als Judge President (Gerichtspräsident) der Gauteng Division. 2020 waren in Pretoria 41, in Johannesburg 32 Richter tätig.
2015 verfügte das Gericht die Festnahme des damaligen sudanesischen Präsidenten Umar al-Baschir, gegen den ein Haftbefehl des Internationalen Strafgerichtshofs vorlag. Al-Baschir war jedoch kurz zuvor mit Hilfe der Polizei aus Südafrika abgereist.

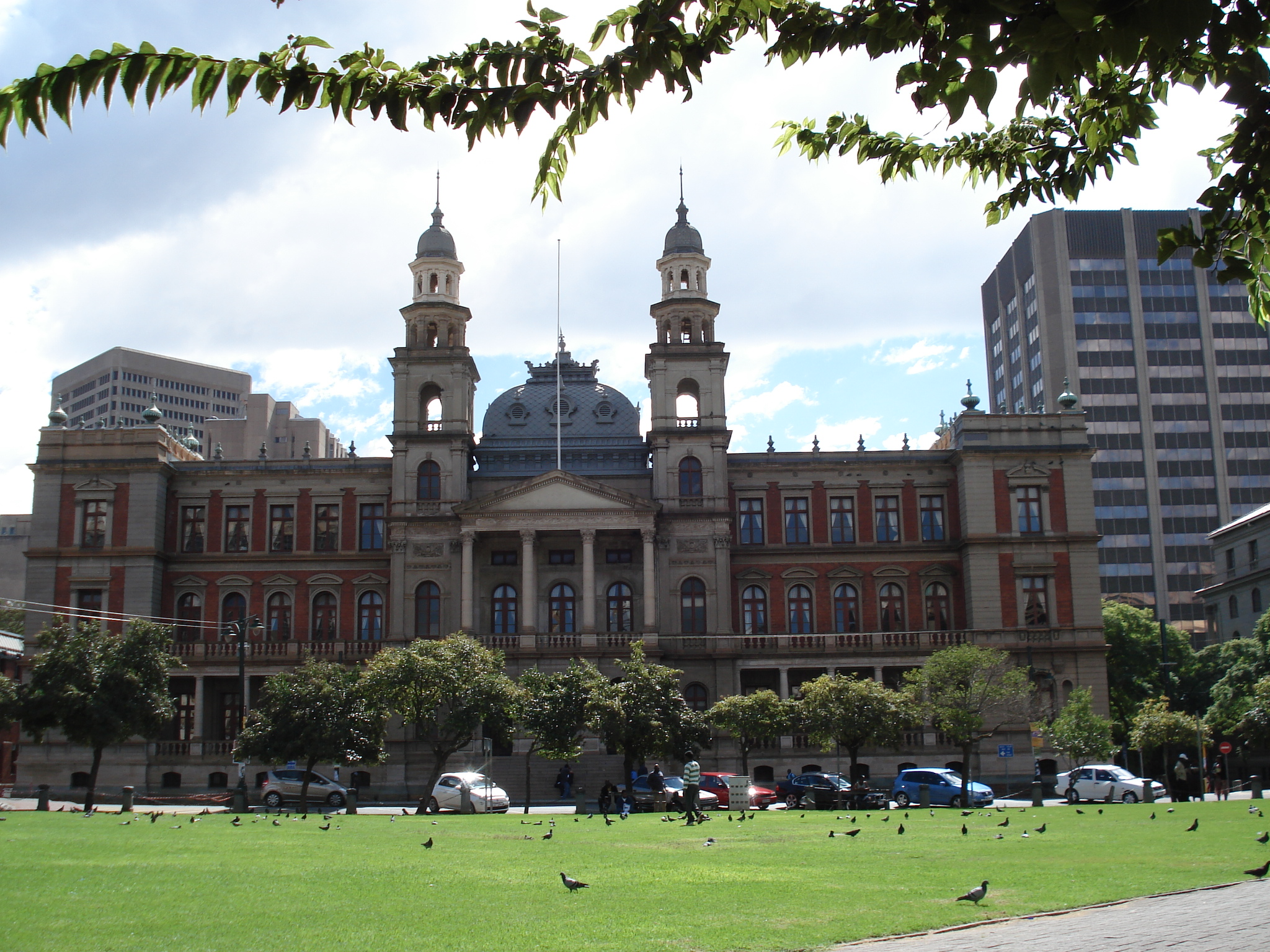
Der Palace of Justice in Pretoria

## Das Gerichtsgebäude in Pretoria
Mit dem Bau des Palace of Justice (deutsch: „Justizpalast“) in Pretoria wurde 1897 in Anwesenheit von Präsident Paul Kruger begonnen. Architekt war der Niederländer Sytze Wierda. 1963 bis 1964 fand dort der Rivonia-Prozess statt, in dem acht Oppositionelle, darunter Nelson Mandela, zu lebenslanger Haft verurteilt wurden.

## Richter
Chief Justices of the Transvaal:
- 188000000 Jacobus Petrus de Wet
- 1881–1898 John Gilbert Kotzé
- 1902–1910 James Rose Innes (später Chief Justice of South Africa)

Judge Presidents:
1. 1910–1920 Jacob de Villiers (später Chief Justice of South Africa)
2. 1920–1923 John Wessels (später Chief Justice of South Africa)
3. 1923–1924 Arthur Weir Mason
4. 1924–1927 John Stephen Curlewis (später Chief Justice of South Africa)
5. 1927–1937 Daniël de Waal
6. 1937–1938 Benjamin Tindall
7. 1938–1942 Leopold Greenberg
8. 1943–1947 Charles Barry
9. 1947–1959 Gerrie Maritz
10. 1959–1961 Frans Rumpff (später Chief Justice of South Africa)
11. 1961–1969 Quartus de Wet
12. 1969–1979 P. M. Cillié
13. 1980–1985 W. G. Boshoff
14. 1985–1991 H. H. Moll
15. 1991–1998 Frikkie Eloff
16. 1998–2012 Bernard Ngoepe
17. 2012–0000 Dunstan Mlambo

 Weitere bekannte Richter:
- Raymond Zondo
- Dikgang Moseneke